# Ümit Yazıcıoğlu

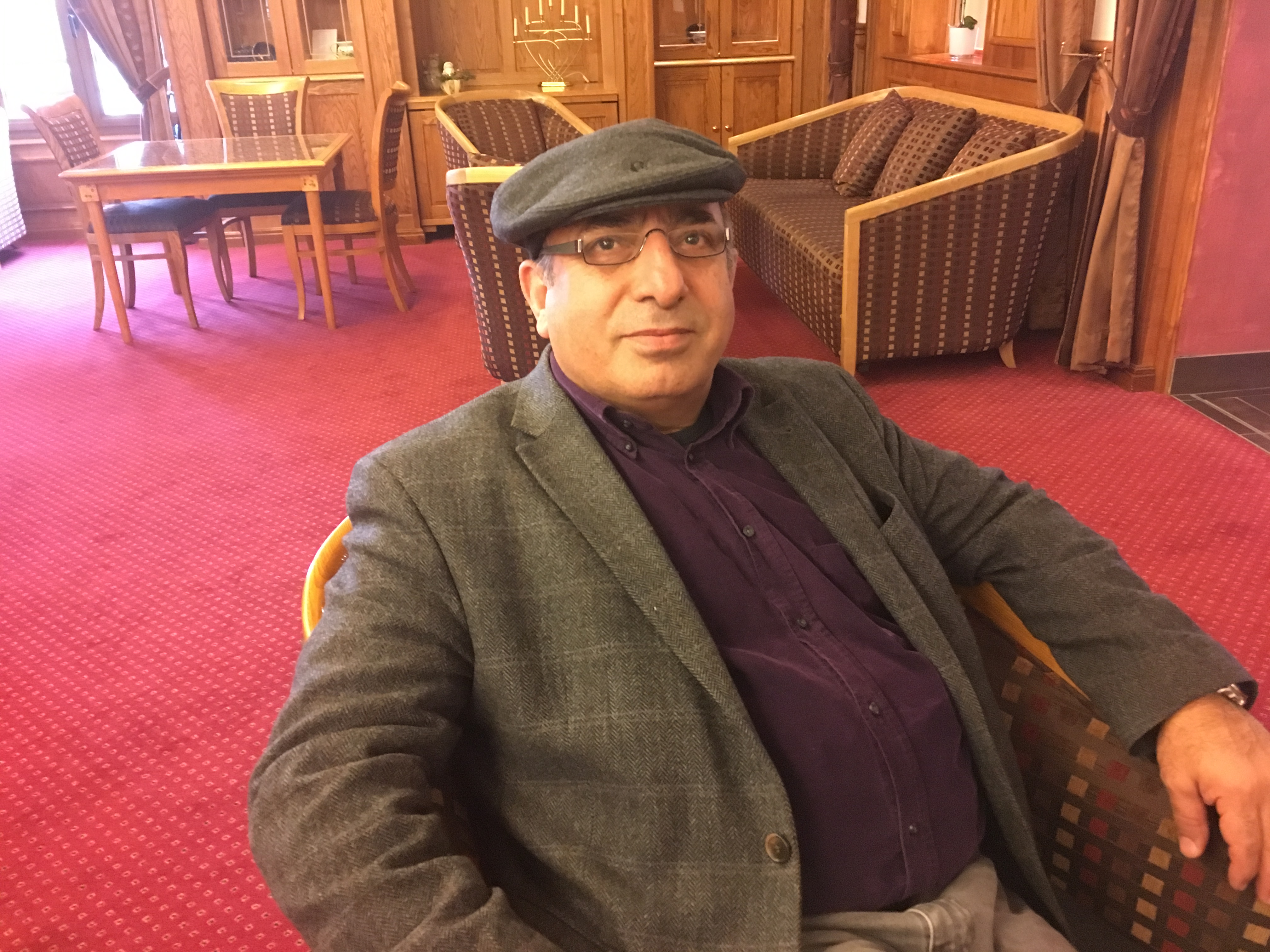
Ümit Yazıcıoğlu (2017)

Ümit Yazıcıoğlu (* 19. August 1958 in Erzurum, Türkei, auch Yazicioglu) ist ein deutsch-türkischer Autor, der als Verwaltungs- und Politikwissenschaftler tätig war. 2021 wurden Betrugsvorwürfe gegen ihn bekannt, worauf ihm seine akademischen Qualifikationen aberkannt wurden.

## Leben
Yazıcıoğlu studierte nach eigenen Angaben zwischen 1985 und 1989 an der Freien Universität Berlin sowie zwischen 1989 und 1991 an der Humboldt-Universität zu Berlin (angeblicher Abschluss: Diplom-Jurist) sowie Rechtswissenschaft sowie Verwaltungswissenschaften als Aufbaustudium an der Universität für Verwaltungswissenschaften Speyer. Er promovierte in beiden Fachbereichen. Von 1992 bis 1995 war er nach eigenen Angaben Rechtsreferendar beim Kammergerichtsbezirk in Berlin und von 1996 bis 1997 Mitglied des Senats der Deutschen Hochschule für Verwaltungswissenschaften Speyer. Ab dem Jahr 2000 wirkte er am Otto-Suhr-Institut für Politikwissenschaften der Freien Universität Berlin, wo er 2004 habilitierte. Er betreute dort eine Dissertation. Yazıcıoğlu ist verheiratet und hat drei Kinder.

## Betrugsvorwürfe
Nach Presseberichten im Juni 2021 hat die FU Berlin 2015 Yazıcıoğlu den Doktorgrad (Dr. rer. pol.) und später auch die Lehrbefähigung entzogen. Offizielle Gründe dafür seien seitens der FU Berlin nicht angegeben worden. Yazıcıoğlu soll die akademischen Voraussetzungen für ein akademisches Studium nicht erfüllt und seine Habilitationsschrift zahlreiche Plagiate enthalten haben; unter anderem hat er mehrere Seiten aus einer Vordiplomarbeit der Universität Marburg, die in einem Verlag für Seminararbeiten veröffentlicht worden war, kopiert.
Auch die Deutsche Universität für Verwaltungswissenschaften Speyer hat Yazıcıoğlu den Titel eines Magisters der Verwaltungswissenschaften sowie den Doktorgrad entzogen. Zu den Gründen habe sich die Hochschule nicht geäußert; Plagiatsvorwürfe sollen nicht der Grund gewesen sein.
Yazıcıoğlu bezeichnet sich in verschiedenen sozialen Netzwerken weiterhin als Hochschullehrer, ebenso auf der Homepage des von ihm geleiteten „Instituts für Menschenrechte“. Das Impressum der Homepage enthält weder Angaben zur Anschrift noch zur Rechtsform des Instituts.

## Veröffentlichungen
- Yazıcıoğlu, Ümit: Von der SED zur „Die Linke“ – Die Geschichte der PDS als gesamtdeutscher Partei[7]. Tekman 2012 (PDF 362 Seiten, 3,9 MB).
- Yazıcıoğlu, Ümit: Das Asylgrundrecht und die türkisch-kurdische Zuwanderung P. Lang, Frankfurt am Main, New York 2000, ISBN 3-631-36603-5
- Yazıcıoğlu, Ümit: Erwartungen und Probleme hinsichtlich der Integrationsfrage der Türkei in die Europäische Union Tenea, Bristol, Berlin 2005, ISBN  3-86504-129-9
- Yazıcıoğlu, Ümit: Die Bildung von Fraktionen im Parlament: verfassungsrechtliche, wahlrechtliche und geschäftsordnungsrechtliche Vorgaben Köster, Berlin 2000, ISBN  3-89574-383-6
- Yazıcıoğlu, Ümit: Zuwanderung von Kurden: Ursachen und Asylrechtsprechung, die PKK und der Fall Öcalan Köster, Berlin  2000, ISBN  3-89574-399-2
- Yazıcıoğlu, Ümit: Die Türkei-Politik der Europäischen Union, Der Andere Verlag,  Osnabrück, 2004, ISBN 3-89959-148-8
- Yazıcıoğlu, Ümit: Die Dynamik in der Europäischen Union : Auswirkungen auf politische, rechtliche sowie institutionelle Rahmenbedingungen Der Andere Verlag,  Osnabrück, 2003, ISBN 3-89959-059-7
- Yazıcıoğlu, Ümit: Meinungsaustausch um einen möglichen Beitritt der Türkei zur Europäischen Union, Yazıcıoğlu, Berlin, 2003, ISBN 3-930943-54-9
- Yazıcıoğlu, Ümit: Die Umsetzung der politischen Kriterien von Kopenhagen in der Türkei, Yazıcıoğlu, Berlin, 2002, ISBN 3-930943-55-7
- Yazıcıoğlu, Ümit: Europäische Studien zur Integration der Türkei, Der Andere Verlag, Osnabrück, 2002, ISBN 3-89959-016-3
- Yazıcıoğlu, Ümit: Machenschaften des Verfassungsschutzes, Der Andere Verlag, Osnabrück, 2016, ISBN 3-89959-281-6